# Синаптическая пластичность
Синаптическая пластичность — это возможность изменения силы синапса (величины изменения трансмембранного потенциала клетки-мишени в ответ на воздействие определенной силы на пресинаптический нейрон) . Она считается основным механизмом, с помощью которого реализуется феномен памяти и обучения. Этот механизм характерен для всех организмов, обладающих нервной системой и способных хотя бы ненадолго чему-либо научиться. После выброса нейротрансмиттера в синаптическую щель он активирует рецепторы постсинаптической клетки, что приводит к возбуждению (деполяризации) или торможению (гиперполяризации) клетки-мишени  (в зависимости от природы рецепторов и нейротрансмиттера).
По продолжительности действия выделяют кратковременную и долговременную пластичность, по характеру — депрессию и потенциацию; таким образом, существует четыре основных типа синаптической пластичности.

## Кратковременная синаптическая пластичность
Значительное число различных форм кратковременной (от миллисекунд до нескольких минут) синаптической пластичности было обнаружено практически для всех синапсов организмов различного уровня сложности — от беспозвоночных до человека. Этот вид пластичности считается важным для кратковременной адаптации к сенсорной информации, изменений в поведении, а также кратковременной памяти.
Кратковременная пластичность инициируется короткими вспышками активности, которые вызывают временное накопление ионов кальция в пресинаптических терминалах. Вследствие этого накопления происходит изменение вероятности высвобождения нейротрансмиттера из-за непосредственной модуляции биохимических процессов, управляющих экзоцитозом.
Обработка парных импульсов — важнейшая задача кратковременной пластичности. Если клетка получает два импульса, разделённых коротким интервалом, ответ на второй импульс может быть как сильнее (потенциация), так и слабее (депрессия) ответа на первый. Ослабление парных импульсов наблюдается обычно при коротких интервалах времени между ними (меньше 20 мс); наиболее вероятной причиной такого ослабления может являться деактивация потенциал-зависимых натриевых и кальциевых каналов или временное уменьшение числа везикул в пресинаптическом терминале. При бо́льших интервалах между стимулами (20-500 мс) во многих случаях отклик на второй сигнал сильнее, чем на первый.
Проявление усиления или ослабления парных импульсов зависит от истории синапса. Эти формы пластичности сильно зависят от изменения вероятности высвобождения нейротрансмиттера в ответ на первый сигнал. Если эта вероятность высока, наблюдается тенденция к ослаблению второго сигнала; если же активация синапса одним сигналом маловероятна, разумно предположить, что следующий сигнал увеличит эту вероятность. Манипуляции, изменяющие вероятность отклика синапса на сигнал, могут изменить величину эффекта или даже изменить его характер — например, с усиления на ослабление.
Более долгоживущие формы пластичности возникают после серии стимуляций, произведённых с высокой частотой (судорожной, или тетанической стимуляции). Усиление (augmentation, facilitation) и пост-судорожная потенциация (post-tetanic potentiation, PTP) описывают увеличение выброса нейротрансмиттера продолжительностью от нескольких секунд (усиление) до нескольких минут (PTP). При этом также увеличивается вероятность выброса нейротрансмиттера за счёт накопления кальция в пресинаптическом терминале во время серии стимулов, которое может сочетаться с модификацией пресинаптических белков.
В некоторых случаях судорожная стимуляция приводит к депрессии синаптической связи, которая может продолжаться от нескольких секунд до минут. Обычно этот эффект возникает в синапсах с высокой вероятностью срабатывания, когда судорожная стимуляция приводит к быстрому опустошению запаса везикул или другим проявлениям ингибиторной машинерии.

## Долговременная синаптическая пластичность
Впервые идея о связи между получением опыта и изменением синаптической силы была высказана на рубеже XIX и XX вв. нобелевским лауреатом Сантьяго Рамон-и-Кахалем. Экспериментальное изучение долговременной синаптической пластичности базируется на постулате Хэбба, сформулированном в 1949 году: «Если аксон клетки А расположен достаточно близко к клетке Б, чтобы возбуждать её, и постоянно участвует в её активации, то в одной или обеих клетках происходят такие метаболические изменения или процессы роста, что эффективность А как одной из клеток, активирующих Б, повышается».  В современной формулировке постулат Хэбба понимается так, что изменение эффективности передачи сигнала в синапсе управляется корреляцией силы, необходимой для активации пре- и постсинаптического нейрона.
Первые экспериментальные результаты, подтверждающие постулат Хэбба, были получены в начале 1970-х годов: многократная активация возбуждающих синапсов гиппокампа кролика вызвала увеличение силы синапса, продолжавшееся несколько часов или даже дней. Это явление получило название «долговременная потенциация» (англ. long-term potentiation, LTP). Позже были открыты другие явления, связанные с синаптической пластичностью, — долговременная депрессия (англ. long-term depression, LTD), гомеостатическая пластичность, метапластичность. Гомеостатическая пластичность, например, представляет собой изменение силы всех синапсов конкретной клетки в ответ на длительные изменения активности, в частности, увеличение силы синапсов в ответ на уменьшение активности сигналов. Этот вид пластичности связан с гораздо большими временами, чем LTP и LTD, и может быть важен при развитии нейрональных путей. Термин «метапластичность» относится к эффектам, связанным с изменением возможности синапса проявлять пластичность.
В отличие от кратковременной пластичности, долговременная пластичность связана с экспрессией генов и синтезом новых белков. Наиболее изученными формами долговременной пластичности по-прежнему остаются LTP и LTD в области гиппокампа СА1, которые управляются N-метил-D-аспартатными (NMDA) рецепторами. Лишь в последние годы были получены доказательства в пользу существования долговременной потенциации ГАМКА-опосредованной синаптической передачи (LTPGABA), происходящей по гетеросинаптическому механизму, но и этот процесс требует активации NMDA-рецепторов в глутаматных синапсах.

## Модель пластичности, зависимая от времени спайка
Модель пластичности, зависимая от времени спайка (spike-timing-dependent plasticity, STDP) это вид синаптической пластичности, который регулирует силу связей в зависимости от относительного времени между активацией нейрона и входными потенциалами действия (спайками на входе). Согласно этой модели пластичности, если входной спайк следует в среднем непосредственно перед активацией нейрона, то такая связь усиливается, а если следует в среднем непосредственно после активации нейрона, то такая связь ослабляется. Таким образом усиливается влияние входов, которые могут служить причиной активации нейрона, и ослабляется влияние входов, сигналы которых не могли и не могут быть причиной активации. Данный вид пластичности хорошо согласуется с принципом Хебба для обучения искусственных нейронных сетей, согласно которому должна усиливаться связь между узлами, активирующимися одновременно. Так как в биологической системе сигналы распространяются не мгновенно, а с задержкой, то чтобы активация одного нейрона могла быть причиной активации другого, первый должен активироваться немного раньше.